# Joan Elizabeth Higginbothamová
Joan Elizabeth Higginbothamová (* 3. srpna 1964 Chicago, stát Illinois) je americká kosmonautka černé pleti. Ve vesmíru byla jednou.

## Život

### Studium a zaměstnání
Absolvovala střední školu Whitney M. Young Magnet High School v rodném Chicagu (1983). Vysokoškolské vzdělání získala na Southern Illinois University Carbondale (1987) a Florida Institute of Technology. Dostudovala v roce 1996.
V letech 1996 až 1998 absolvovala výcvik budoucích kosmonautů v Houstonu, poté byla zařazena do jednotky astronautů NASA. V ní zůstala do roku 2007. Pak si našla zaměstnání v společnosti Marathon Oil Corp. v Houstonu.
Zůstala svobodná.

### Lety do vesmíru
Na oběžnou dráhu se v raketoplánu dostala jednou ve funkci letová specialistka, pracovala na orbitální stanici ISS, strávila ve vesmíru 12 dní, 20 hodin a 45 minut. Byla 440. člověkem ve vesmíru, 45. ženou.
- STS-116 Discovery (10. prosinec 2006 – 22. prosinec 2006)